# Активний вулкан

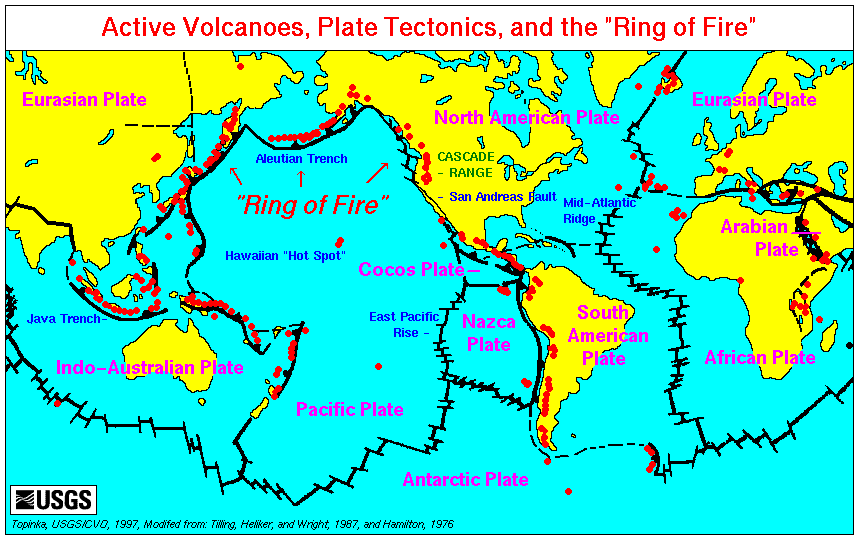
Карта світу з діючими вулканами та межами плит

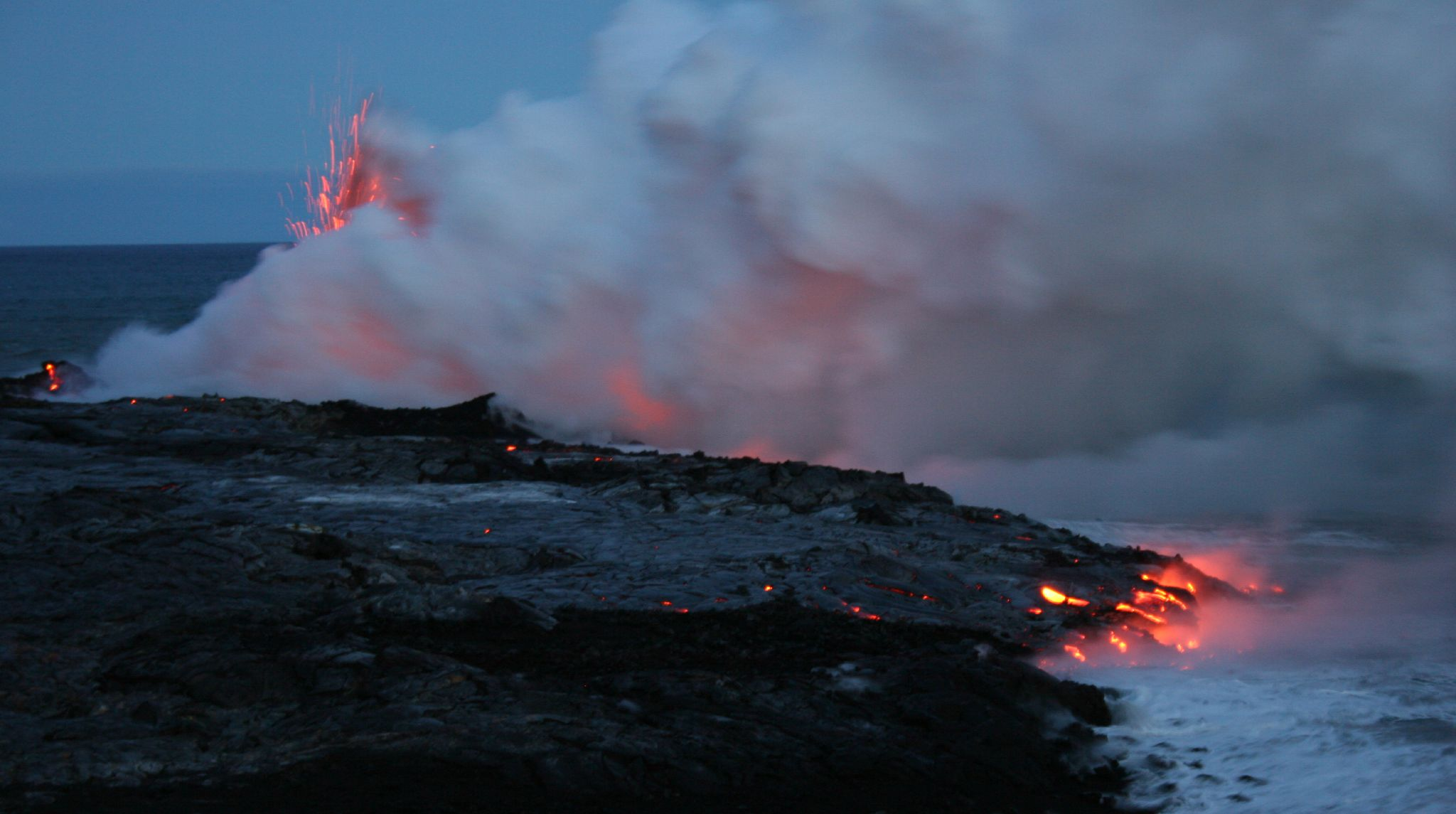
Лава Кілауеа надходить у море

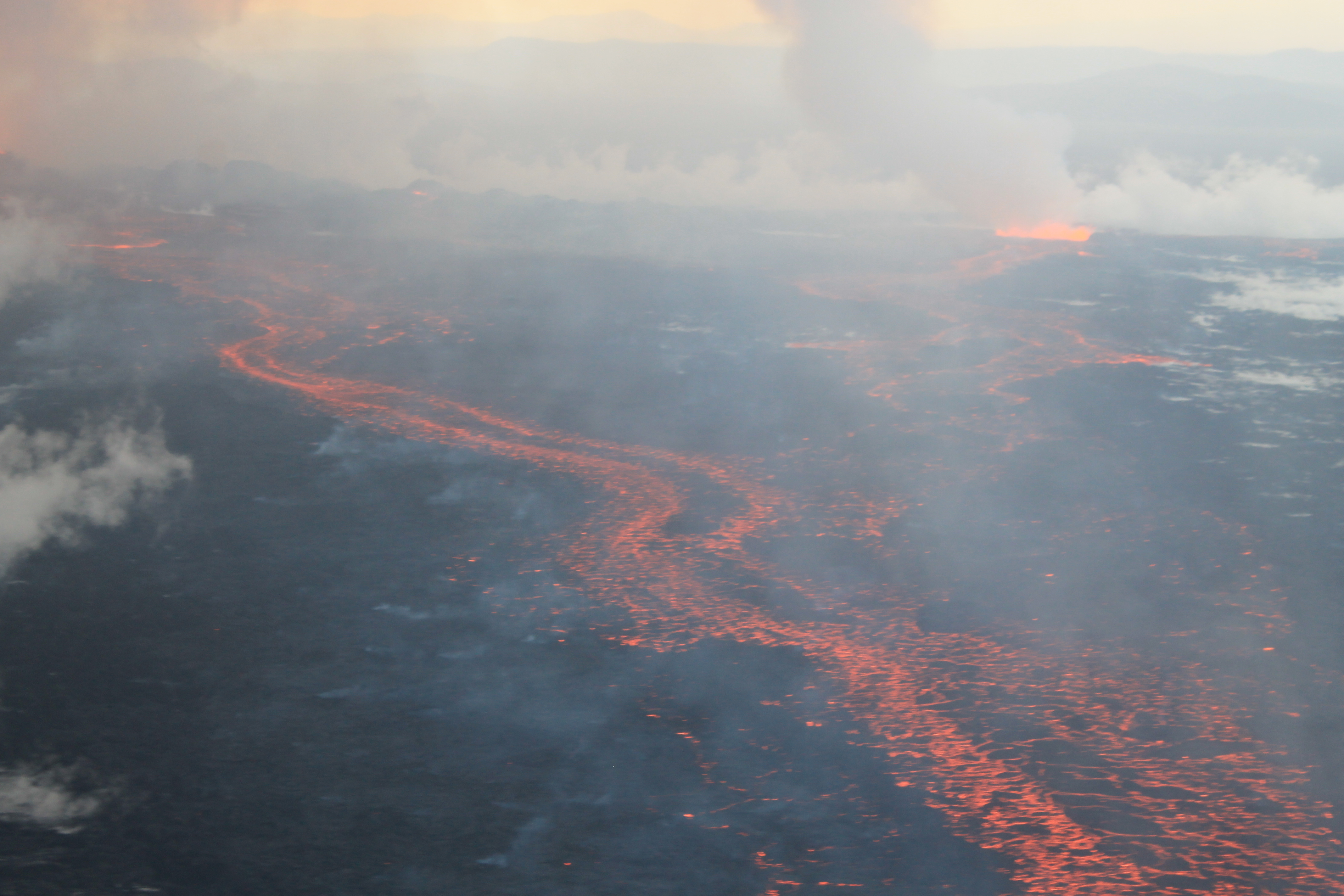
Потоки лави в Голухрауні, Ісландія, вересень 2014 року

Активний або діючий вулкан — це вулкан, який вивергався під час голоцену (сучасна геологічна епоха, що почалася приблизно 11 700 років тому), вивергається зараз або має потенціал для виверження в майбутньому. Вулкан, який зараз не вивергається, але може вивергнутися в майбутньому, називається сплячим вулканом. Вулкани, які більше не вивергаються, називаються згаслими вулканами.

## Огляд
У світі налічується 1350 потенційно активних вулканів, 500 з яких вивергалися в історичний час. Багато активних вулканів лежать уздовж Тихоокеанського регіону, також відомого як Тихоокеанське вогняне кільце. Приблизно 500 мільйонів людей живуть поблизу активних вулканів.
Історичний час (або записана історія) — це ще один часовий проміжок активності. Період зафіксованої історії відрізняється в різних регіонах. У Китаї та Середземномор'ї він сягає майже 3000 років, але на тихоокеанському північному заході США і Канаді — менш як 300 років, а на Гаваях і в Новій Зеландії — лише близько 200 років. Це визначення використовується в неповному Каталозі діючих вулканів світу, який Міжнародна асоціація вулканологів публікувала частинами в період з 1951 по 1975 рік, і в якому налічується понад 500 діючих вулканів. Станом на березень 2021 року Смітсонівська програма глобального вулканізму визнає 560 вулканів з підтвердженими історичними виверженнями.
Країни з найбільшою кількістю голоценових вулканів, згідно з Глобальною програмою вулканізму Національного музею природної історії Смітсонівського інституту:
1. Сполучені Штати: 165
2. Японія: 122
3. Росія: 117
4. Індонезія 117
5. Чилі: 91

Країни з найбільшою кількістю активних вулканів з 1960 року:
1. Індонезія: 55
2. Японія: 40
3. США: 39 (переважно вулканічні території на Гаваях, Алясці та тихоокеанських територіях і навколо них)
4. Росія: 27
5. Чилі: 19
6. Папуа Нова Гвінея: 13
7. Еквадор: 12

Станом на 2013 рік найактивнішими вулканами Землі вважаються наступні:
- Кілауеа, відомий гавайський вулкан, перебував у майже безперервному ефузивному виверженні (під час якого лава постійно стікає на землю) між 1983 і 2018 роками, і мав лавове озеро, яке спостерігалося найдовше.
- Гора Етна та сусідній Стромболі, два середземноморські вулкани.
- Пітон-де-ла-Фурнез на Реюньйоні вивергається досить часто, щоб стати туристичною визначною пам'яткою.

Станом на  2010, the longest ongoing (but not necessarily continuous) volcanic eruptive phases are:
- Гора Ясур, 111 років
- Вулкан Етна, 110 років
- Стромболі, 108 років
- Санта-Марія, 101 рік
- Сангай, 94 роки

Серед інших дуже активних вулканів:
- Мауна-Лоа на Гаваях — найбільший діючий вулкан у світі. Його вершина знаходиться на висоті понад 4 кілометри над рівнем моря, а основа — на 17 кілометрів вище морського дна.[12]
- Гора Ньїрагонго та її сусід Ньямурагіра є найактивнішими вулканами Африки. Лавове озеро Ньїрагонго

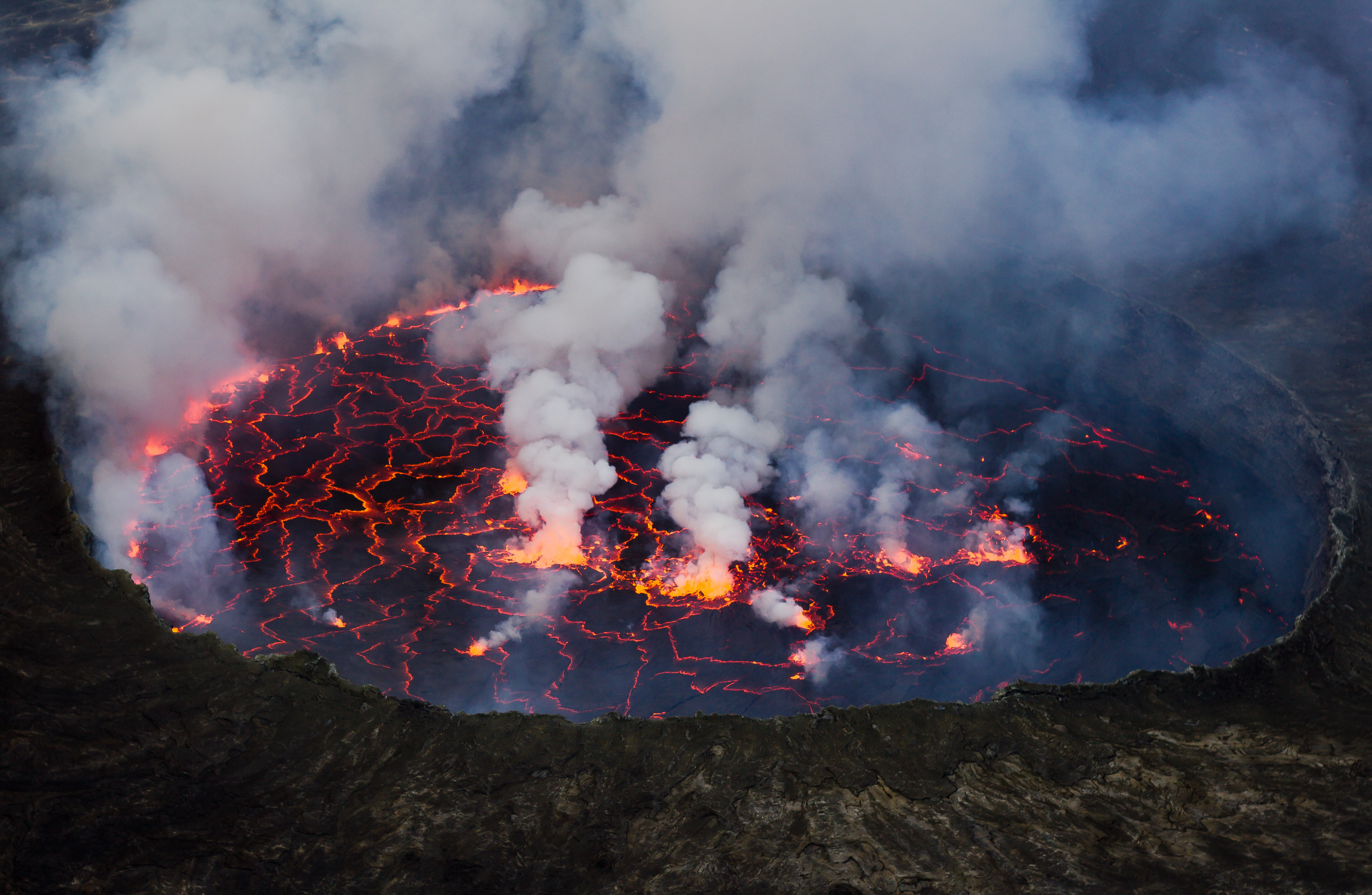
Лавове озеро Ньїрагонго

- Ерта-Але, що в трикутнику Афар, підтримує озеро лави принаймні з 1906 року.
- На горі Еребус в Антарктиді принаймні з 1972 року зберігається озеро лави.
- Гора Мерапі
- Острів Вакаарі/Вайт перебував у стані безперервного викиду вулканічного газу ще до європейських спостережень у 1769 році.
- Ол Дойньо Ленгай
- Амбрим
- Вулкан Аренал
- Пакайя
- Ключевська сопка
- Шевелуч

Голоценові вулкани з великими популяціями в радіусі 5 км:
- На вулкані Мічоакан-Гуанахуато в Мексиці та вулканічній групі Татун на Тайвані в межах 5 кілометрів від вулкана проживає понад 5 мільйонів людей.

- У Кампі-Флегрей в Італії та Ілопанго в Сальвадорі проживає понад 2 мільйони людей у межах 5 кілометрів від вулканів.
- Вулканічне поле Хайнань у Китаї, вулканічне поле Сан-Пабло на Філіппінах, вулканічний хребет Гегам у Вірменії, вулканічний комплекс Дієнг в Індонезії та вулканічне поле Окленда в Новій Зеландії мають понад 1 мільйон людей, які проживають у межах 5 кілометрів від кожного вулкана.[13]

## За країнами

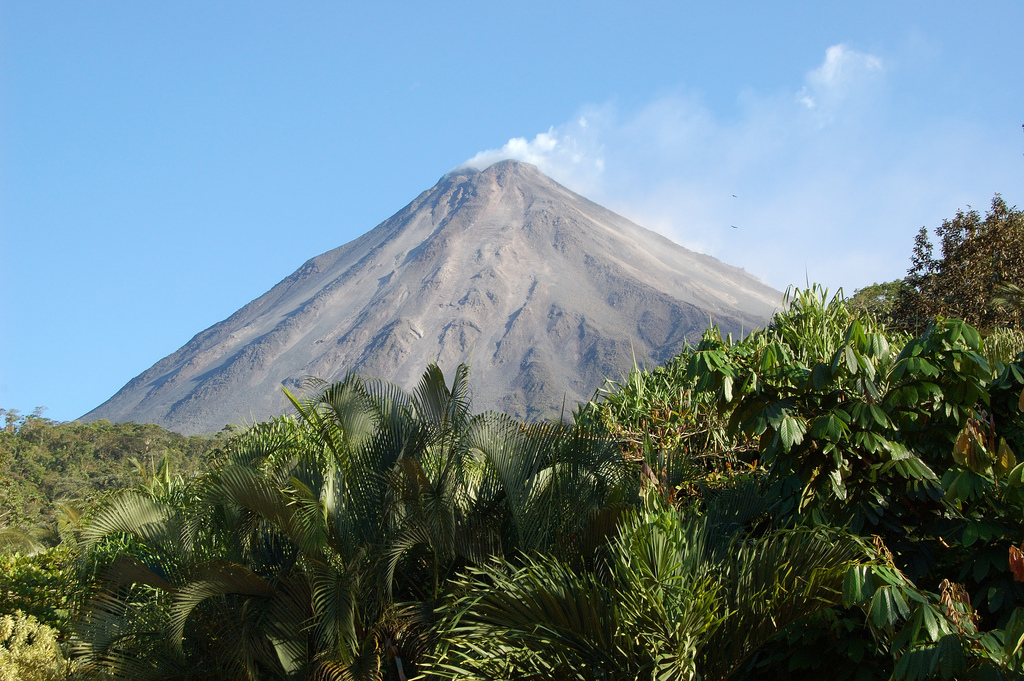
Вулкан Аренал, Коста-Ріка

1. 1 2 3  Active, dormant, and extinct: Clarifying confusing classifications | U.S. Geological Survey. www.usgs.gov. Процитовано 14 листопада 2023.
2. 1 2  How many active volcanoes are there on Earth? | U.S. Geological Survey. www.usgs.gov. Процитовано 28 листопада 2023.
3. 1 2  Volcanoes. European Space Agency. 2009. Процитовано 16 серпня 2012.
4. 1 2 3  Decker, Robert Wayne; Decker, Barbara (1991). Mountains of Fire: The Nature of Volcanoes. Cambridge University Press. с. 7. ISBN 978-0-521-31290-5.
5. ↑  Tilling, Robert I. (1997). Volcano environment. Volcanoes. Denver, Colorado: U.S. Department of the Interior, U.S. Geological Survey. There are more than 500 active volcanoes (those that have erupted at least once within recorded history) in the world {{cite book}}: |access-date= вимагає |url= (довідка)
6. ↑  DeFelice, B.; Spydell, D.R.; Stoiber, R.E. (14 листопада 1997). Catalogs of Active Volcanoes. The Electronic Volcano. Dartmouth College. Архів оригіналу за 19 січня 2020. Процитовано 16 квітня 2021. [Архівовано 2020-01-19 у Wayback Machine.]
7. ↑  Venzke, E., ред. (2013). How many active volcanoes are there?. Global Volcanism Program Volcanoes of the World (version 4.9.4). Smithsonian Institution. Процитовано 2 квітня 2021.
8. ↑  Global Volcanism Program | Which countries have the most volcanoes?. Smithsonian Institution | Global Volcanism Program (англ.). Процитовано 5 грудня 2023.
9. ↑  Infographic: The Countries With the Most Active Volcanos. Statista Daily Data (англ.). 15 листопада 2023. Процитовано 5 грудня 2023.
10. ↑  The most active volcanoes in the world. VolcanoDiscovery.com. Процитовано 3 серпня 2013.
11. ↑  Leontiou, A. (2 листопада 2010). The World's Five Most Active Volcanoes. livescience.com. Процитовано 4 серпня 2013.
12. ↑  Where is the largest active volcano in the world? | U.S. Geological Survey. www.usgs.gov. Процитовано 1 грудня 2023.
13. ↑  Global Volcanism Program | What volcanoes have the most people living nearby?. Smithsonian Institution | Global Volcanism Program (англ.). Процитовано 29 листопада 2023.

### Коста-Ріка
- Рінкон-де-ла-В'єха, стратовулкан
- Ареналь, стратовулкан
- Поас, стратовулкан
- Іразу, стратовулкан
- Турріальба, стратовулкан

### Гватемала

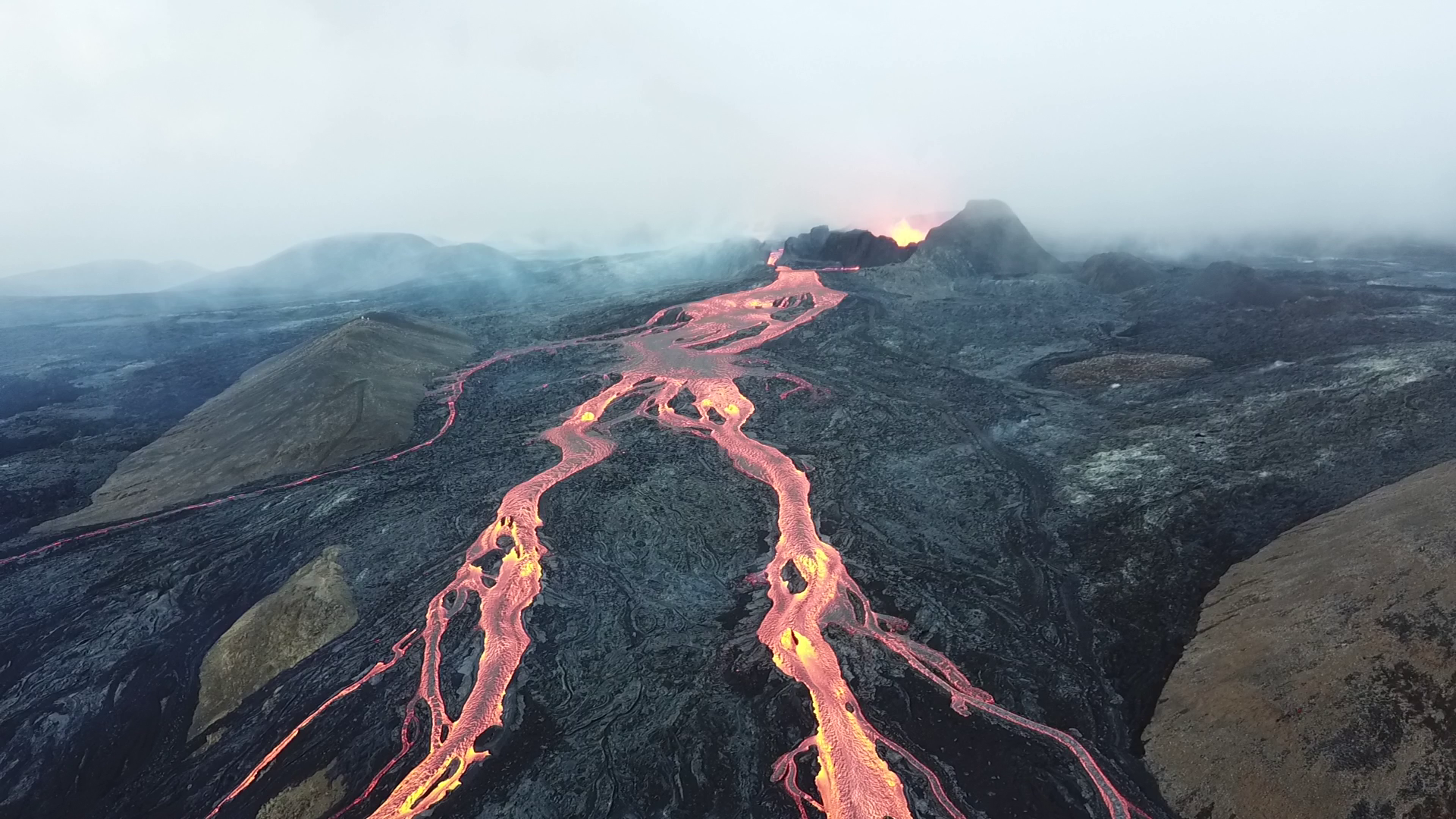
Ісландський вулкан Фаградальсф'ядль

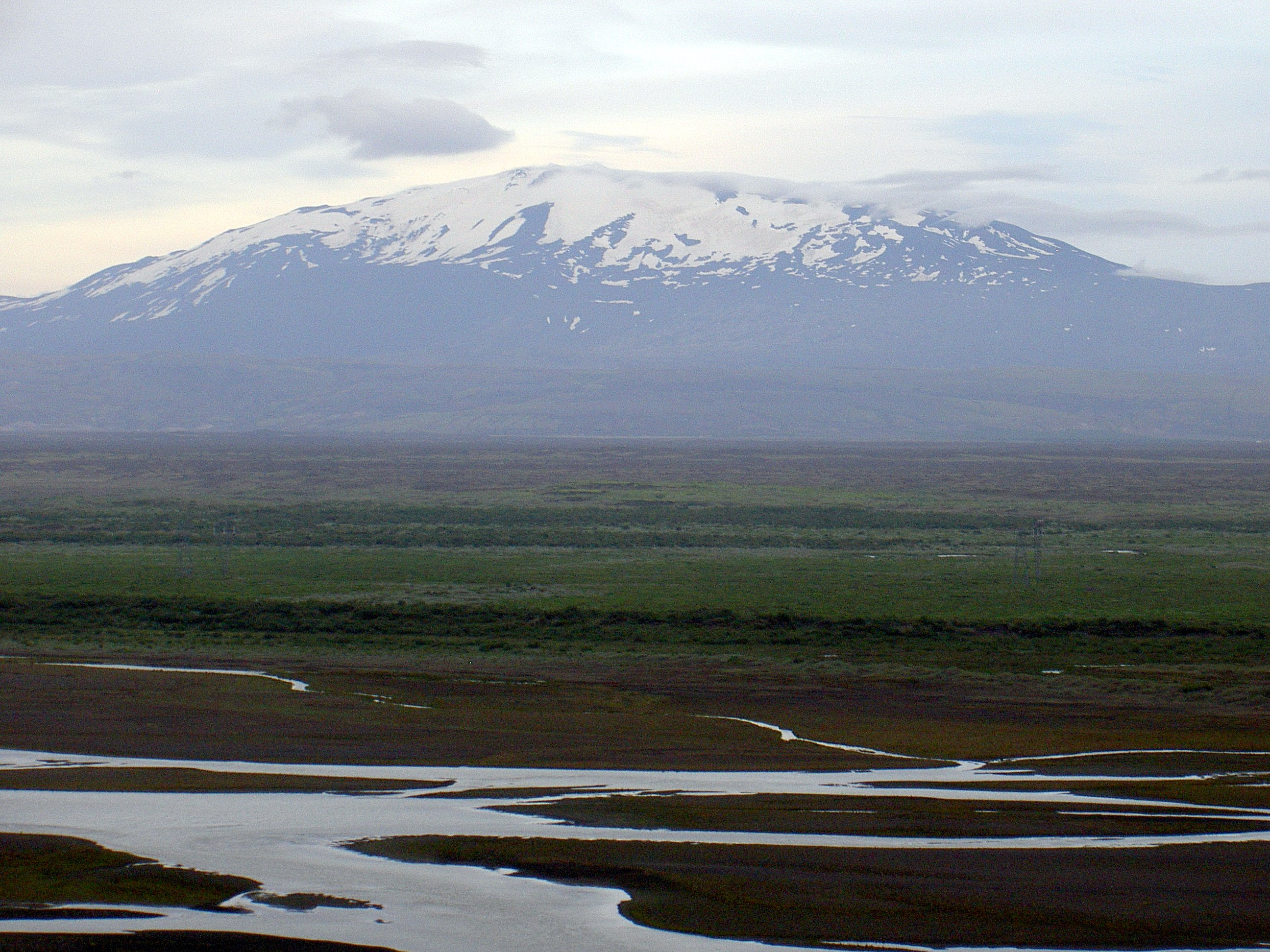
Гекла, стратовулкан в Ісландії

- Акатенанго, стратовулкан[1]
- Фуего, стратовулкан[1]
- Пакайя, вулканічний комплекс[1]
- Санта-Марія, стратовулкан[1]
- Такана, стратовулкан[1]

### Ісландія
Джерело:
- Аскья, стратовулкан
- Бардарбунга, стратовулкан
- Brennisteinsfjoll, ряди кратерів
- Елдей, фісурний отвір
- Есюфйолль, стратовулкан
- Ейяф'ятлайокутль, стратовулкан
- Fagradalsfjall, щілинний отвір
- Фремрінамар, стратовулкан
- Грімснес, вулканічне поле
- Грімсвотн, кальдера
- Heidarspordar, фісурний отвір
- Гекла, стратовулкан
- Helgrindur, вулканічне поле
- Генгілл, ряди кратерів
- Hofsjokull, тріщинний отвір
- Громундартіндур, стратовулкан
- Катла, фісурний отвір
- Хребет Кольбейнсі, тріщинне жерло
- Крафла, кальдера
- Крисувік-Тролладинджа, ряди кратерів
- Кверкфьолль, стратовулкан
- Ljosufjoll, вулканічне поле
- Oddnyjarhnjukur-Langjokull, фісурний отвір
- Oraefajokull, стратовулкан
- Престахнукур, фісурний вент
- Рейкьянес, ряди кратерів
- Снайфелл, стратовулкан
- Snaefellsjokull, стратовулкан
- Тейстарейкір, щитовий вулкан
- Тордаргірна, стратовулкан
- Tindfjallajokull, стратовулкан
- Зона розлому Тьорнеса, отвір тріщини

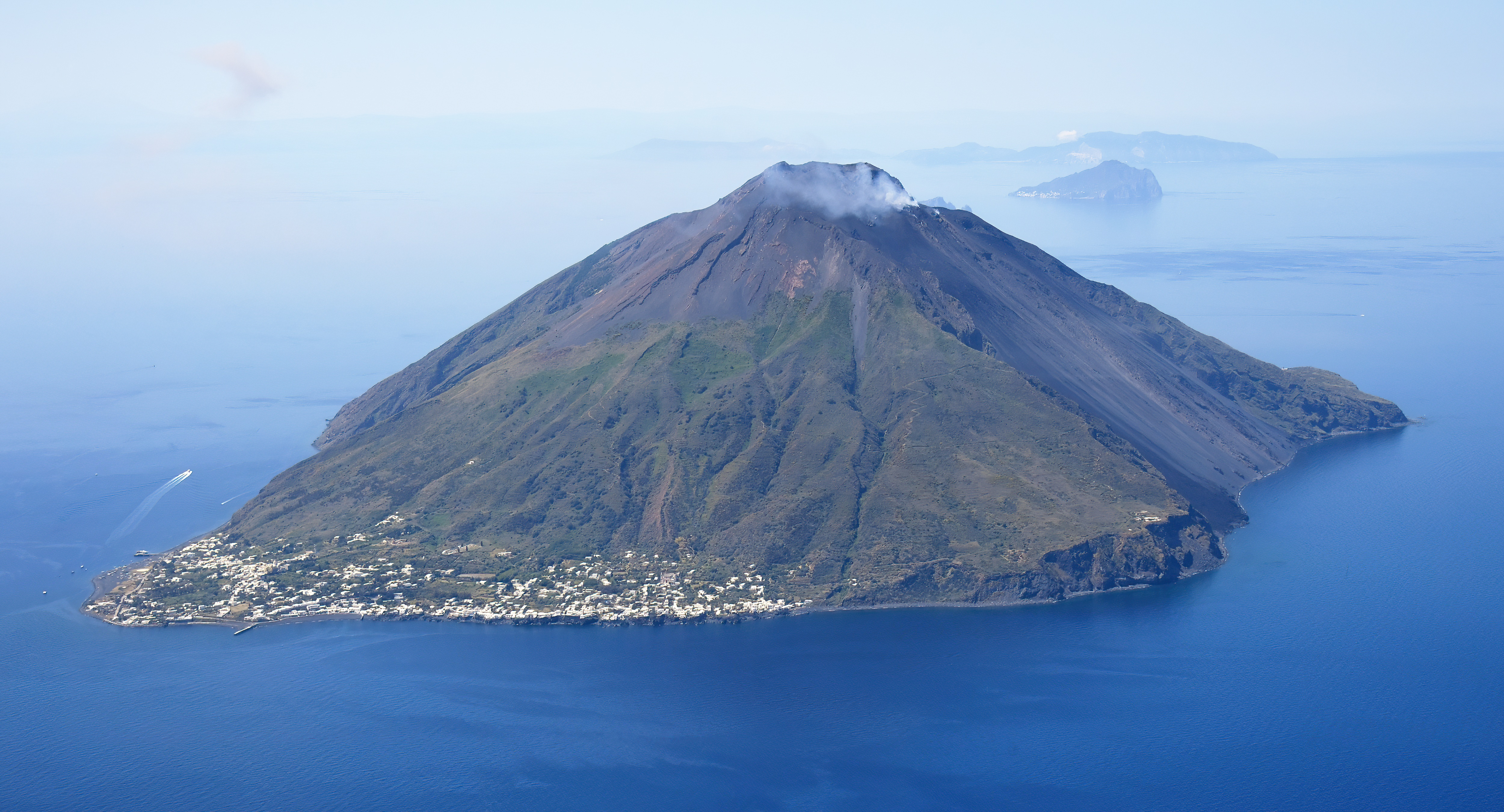
Аерофотознімок Стромболі (вид з північного сходу)

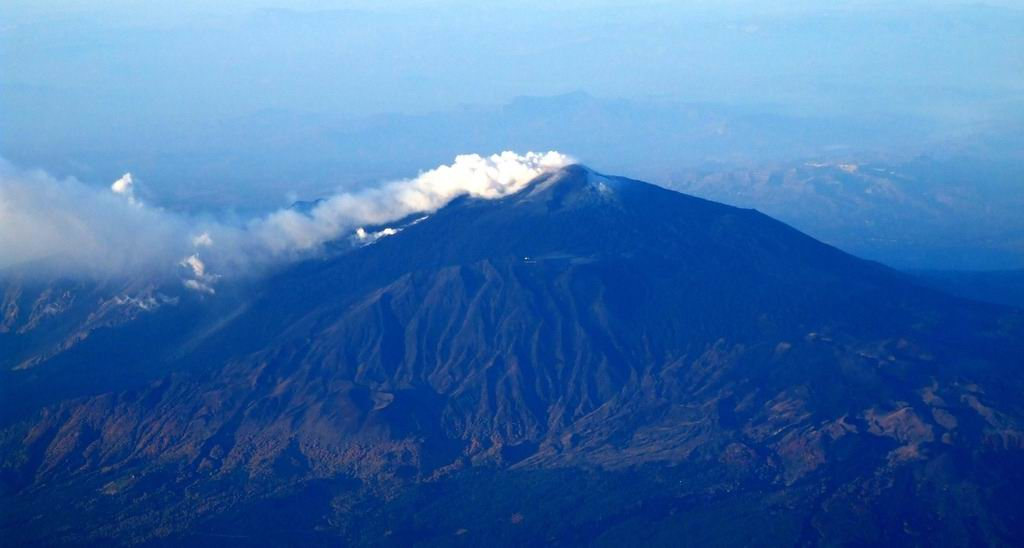
Гора Етна в Італії

- Торфайокутль, стратовулкан
- Tungnafellsjokull, стратовулкан
- Vestmannaeyjar, фісурні отвори

### Італія
Джерело:
- Флегрейські поля, кальдера
- Campi Flegrei del Mar di Sicilia, вулканічне поле

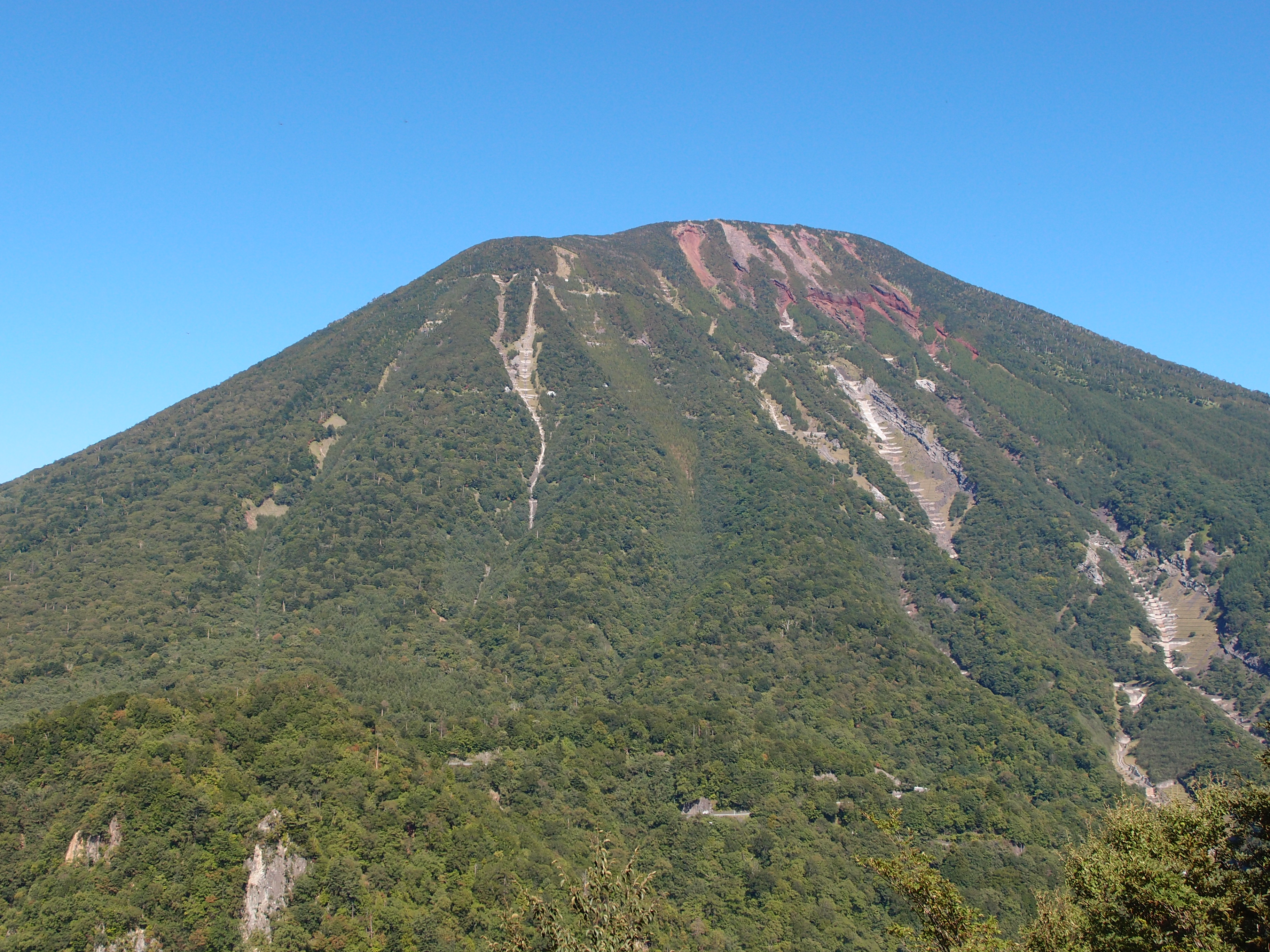
Вулкан Нантай, Точігі-Нікко, Японія, 2013 рік

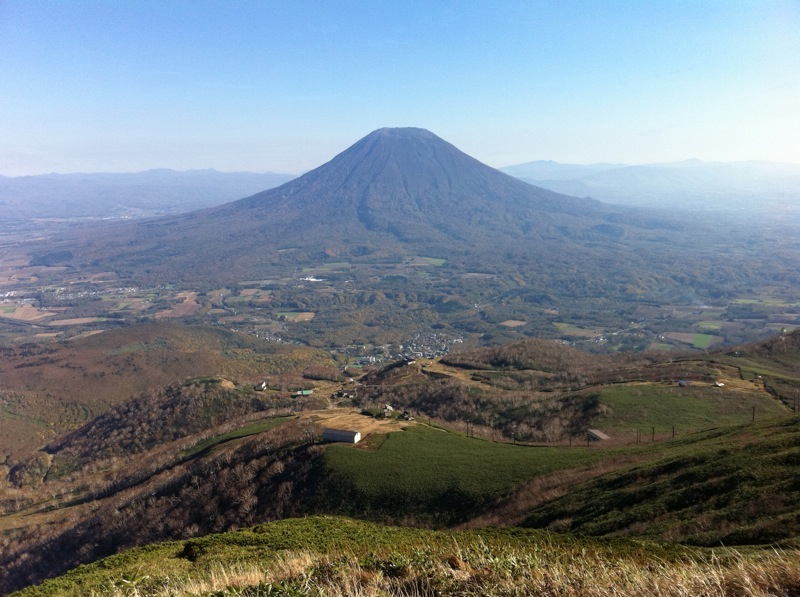
Вулкан Йотей на Хоккайдо в Японії

- Colli Albani, кальдера
- Етна, стратовулкан
- Іскія, вулканічний комплекс
- Ліпарі, стратовулкан
- Марсілі, вулканічний комплекс
- Палінуро, вулканічна сполука
- Панарея, стратовулкан
- Пантеллерія, щитовий вулкан
- Стромболі, стратовулкан
- Везувій, стратовулкан
- Вулкан, стратовулкан

### Японія
список вулканів в Японії

#### Хоккайдо
- Вулканічна група Дайсецузан
- Гора Еніва, стратовулкан
- Гора Е, стратовулкан
- Гора Іо, вулканічний комплекс
- Гора Меакан, стратовулкан
- Гора Оакан, стратовулкан/ лавовий купол
- Гора Іо, стратовулкан
- Кальдера Куттара, кальдера
- Кальдера Машю, кальдера
- Вулканічна група Ніпесоцу-Маруяма, що складається з стратовулканів і лавових куполів
- Вулканічна група Нісеко, що складається з стратовулканів і лавових куполів
- Ошіма-Ошіма
- Гора Раусу, стратовулкан
- Гора Рішірі, стратовулкан
- Гора Хоккайдо-Комагатаке, стратовулкан
- Гора Тарумае, стратовулкан
- Гора Тенчо [ ja ]
- Гора Усу, стратовулкан
- Гора Йотей, стратовулкан

#### Хоншю
- Група вулканів Абу, щитові вулкани
- Гора Адатара, стратовулкан
- Гора Акагі, стратовулкан
- Гора Акандана
- Гора Акіта-Комагатаке, стратовулкан
- Гора Акіта-Якеяма, стратовулкан
- Гора Асама, вулканічний комплекс
- Гора Азума, стратовулкан
- Гора Бандай, стратовулкан
- Гора Чокай, стратовулкан
- Гора Фуджі, стратовулкан
- Гора Хачімантай, стратовулкан
- Гора Хаккода, вулканічний комплекс
- Гора Хаконе, вулканічний комплекс
- Гора Хаку, стратовулкан
- Гора Харуна, стратовулкан
- Кальдера Хіджіорі
- Гора Хіучігатаке, стратовулкан
- Гора Івакі, стратовулкан
- Група вулканів Ізу-Тобу
- Гора Івате, комплекс стратовулканів
- Гора Курікома
- Гора Кусацу-Шіране, стратовулкан
- Гора Міко, стратовулкан
- Наруго, стратовулкан
- Гора Насу, складний вулкан
- Гора Ніігата-Якеяма, стратовулкан
- Гора Нікко-Шіране, стратовулкан
- Гора Норікура, стратовулкан
- Нумазава
- Гора Онтаке, стратовулкан
- Гора Осоре
- Гора Санбе
- Гора Такахара
- Мідагахара, лавове плато
- Група вулканів Токачідаке, стратовулкан
- Кальдера Товада, кальдера
- Гора Яке, стратовулкан
- Кіта-Яцугатаке (Північна вулканічна група Яцугатаке)
- Гора Зао, складний вулкан

#### Острови Ізу
- Аогасіма, вулканічний острів
- Скелі Байонез, вулканічні породи
- Hachijōjima, вулканічний острів
- Ідзу-Осіма, вулканічний острів
- Козусіма, вулканічний острів
- Мікурадзіма, вулканічний острів
- Міякедзіма, вулканічний острів
- Ніідзіма, вулканічний острів
- Софуган (він же Дружина Лота), вулканічний острів, базальтовий стовп
- Sumisujima (AKA Smith Rocks), вулканічний острів
- Тосіма, вулканічний острів
- Торісіма (AKA Izu-Torishima), вулканічний острів
- Архіпелаг Огасавара:
- Нішіносіма, вулканічний острів
- Фукутоку-Оканоба, підводний вулкан
- Функа Асане
- Іодзіма (Iwo Jima), вулканічний острів
- Підводна гора Кайтоку, підводний вулкан
- Підводна гора Кайката
- Кіта-Фукутокутай
- Підводна гора Мінамі-Хійосі, підводний вулкан
- Підводна гора Нікко, підводний вулкан

#### Кюшю
- Кальдера Вакаміко
- Гора Асо (AKA Aso Caldera), кальдера
- Група вулканів Фукуе
- Ікеда (частина вулканічного поля Ібусукі), кальдера
- Гора Каймон, стратовулкан
- Гора Кірішіма
- Гора Куджу, стратовулкан
- Сакураджіма, Сомма — стратовулкан
- Озеро Сумійоші
- Йонемару
- Гора Цурумі та гора Гаран, лавовий купол
- Гора Унзен, складний стратовулкан
- Гора Юфу, стратовулкан

#### Острови Рюкю
- Підводний вулкан NNE від Іріомотеджіми, підводний вулкан

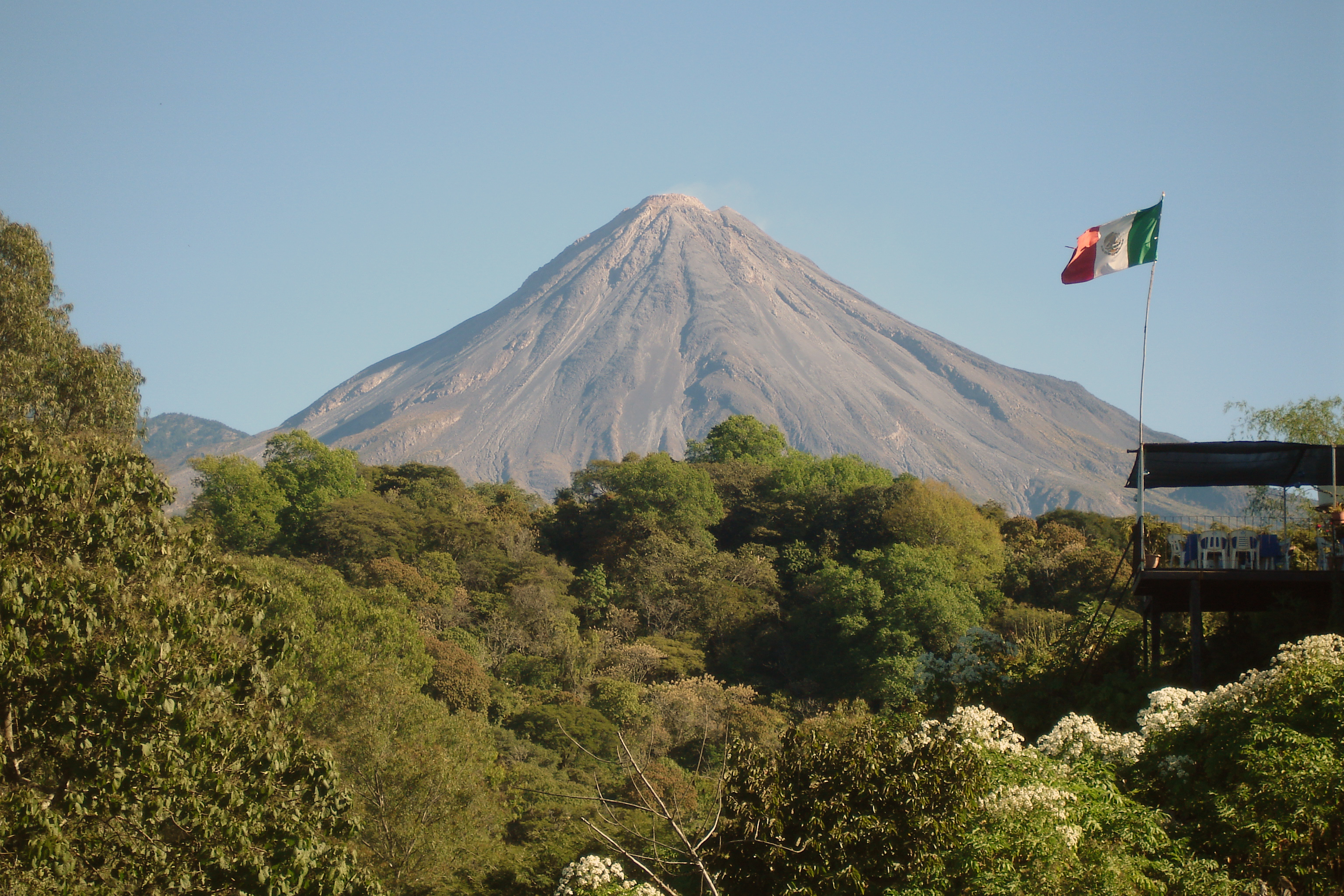
Вулкан Коліма в Мексиці

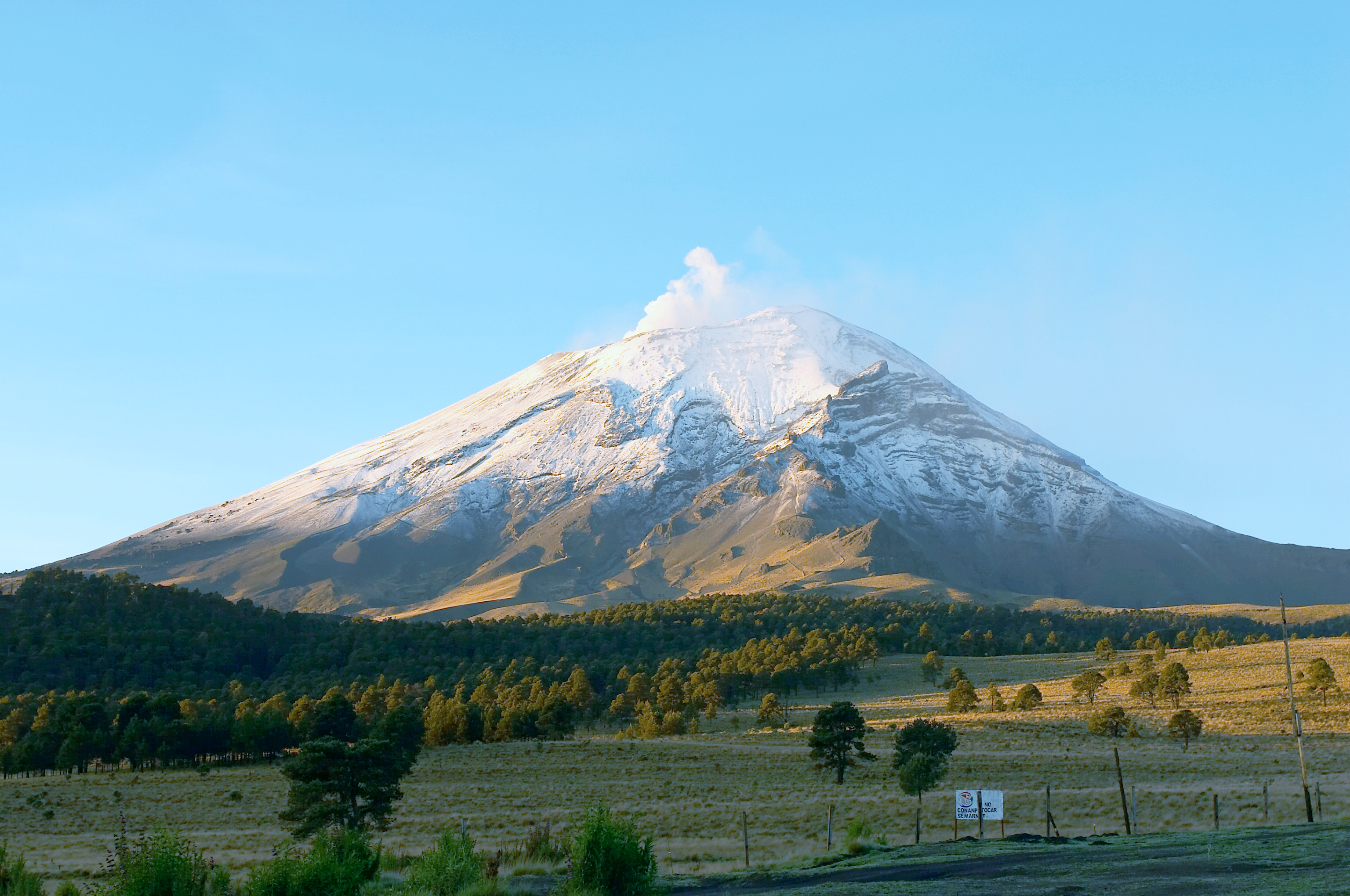
Вулкан Попокатепетль в Мексиці

- Йоторішіма, вулканічний острів
- Кальдера Кікай, кальдера
- Кучіношіма
- Кучіноерабуджіма
- Наканосіма, вулканічний острів
- Суваноседжіма
- Йокоатеджіма, вулканічний острів

### Мексика
Джерело:
- Лос-Атліккос, щитовий вулкан
- Барцена, пірокластичний конус
- Чеборуко, стратовулкан
- Чичінауцін, вулканічне поле
- Ель Чичон, лавовий купол
- Кофре де Пероте, склад
- Коліма, стратовулкан
- Комонду-Ла Пурісіма, вулканічне поле
- Коронадо, стратовулкан
- Лас Кумбрес, стратовулкан
- Durango Volcanic Field, вулканічне поле
- Ла Глорія, вулканічне поле
- Гваделупе, щитовий вулкан
- Los Humeros, кальдера
- Isla Isabel, туфовий конус
- Ізтачіуатль, стратовулкан
- Jaraguay Volcanic Field, вулканічне поле
- Джокотітлан, стратовулкан
- Малінче, стратовулкан
- Mascota Volcanic Field, вулканічне поле
- Мічоакан-Гуанахуато, вулканічне поле
- Naolinco Volcanic Field, вулканічне поле
- Північно-Східна Тихоокеанська підняття на 16° пн.ш., тріщинний жерло
- Північно-Східна Тихоокеанська підняття на 17° пн.ш., тріщинний жерло
- Піко-де-Орізаба, стратовулкан
- Pinacate, вулканічне поле
- Попокатепетль, стратовулкан
- Серро Прієто, лавовий купол
- Вулканічне поле Сан-Борха
- Острів Сан-Луїс, туфовий конус
- Сан-Мартін, вулканічне поле
- Сангангуей, стратовулкан
- Сердан-Східний, вулканічне поле
- Сокорро, щитовий вулкан
- Такана, стратовулкан
- Невадо де Толука, стратовулкан
- Ісла-Тортуга, щитовий вулкан
- Зітакуаро-Вальє де Браво, вулканічне поле

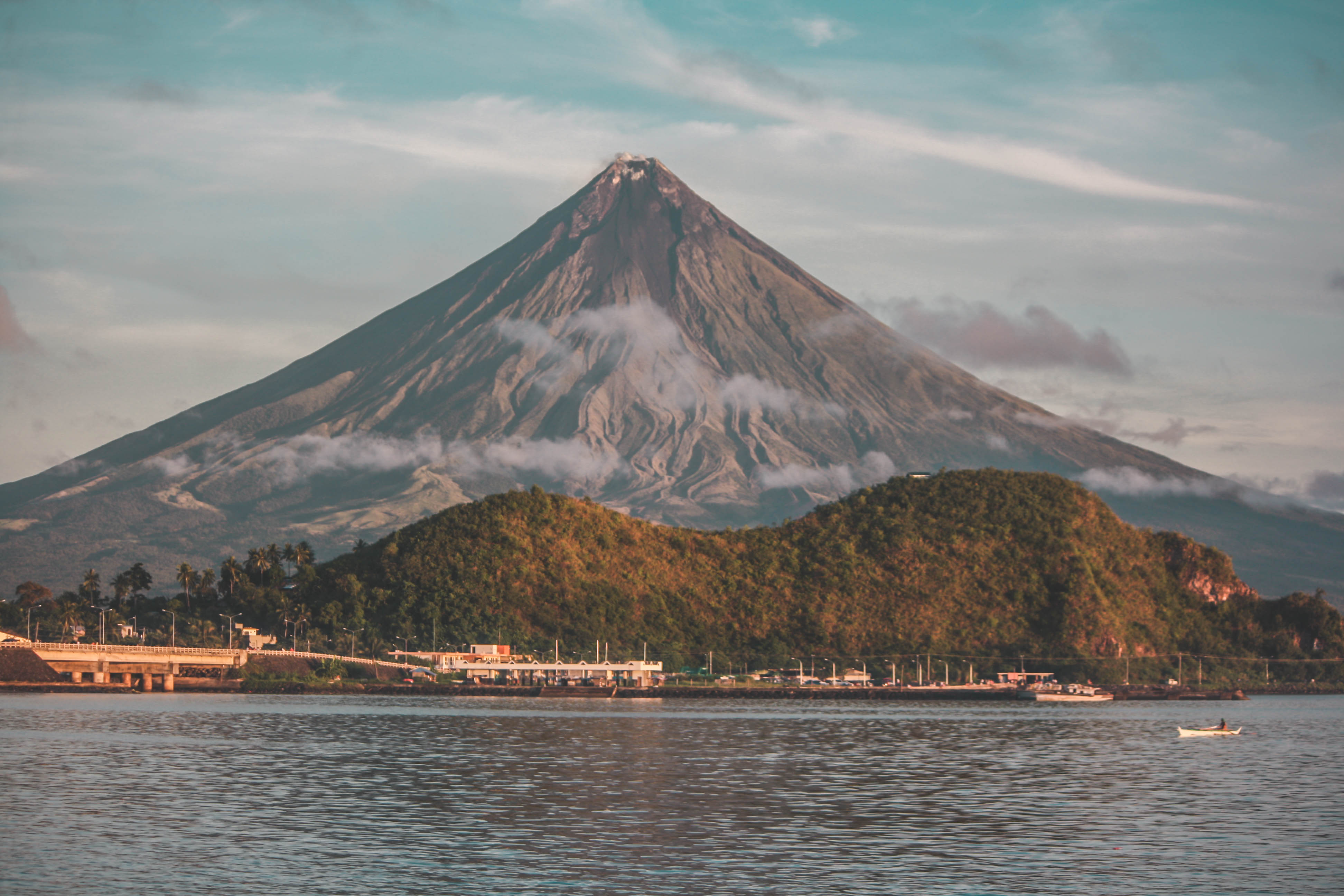
Вулкан Майон на Філіппінах

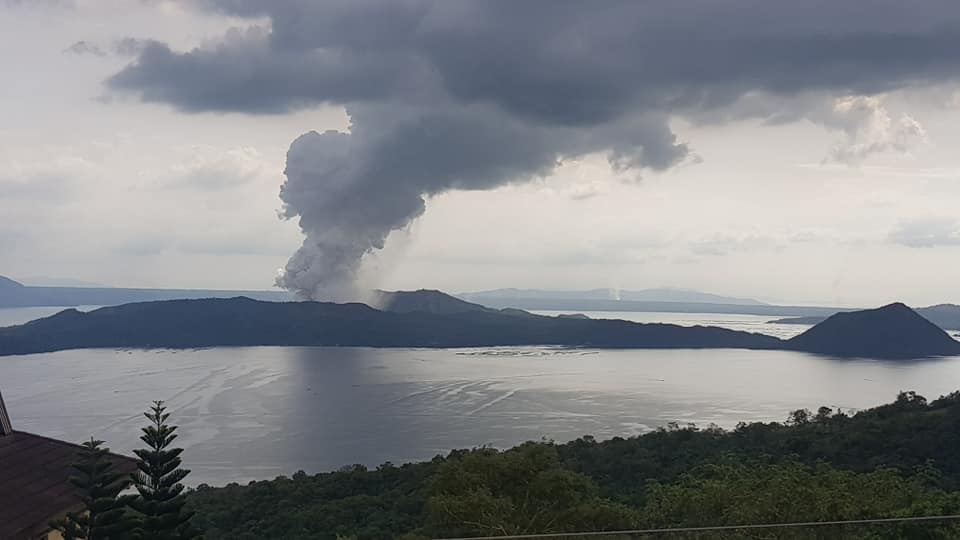
Вулкан Таал, Філіппіни

### Філіппіни
Джерело:
- Амбалатунганська група, вулканічна сполука
- Апо, стратовулкан
- Бабуян Кларо, стратовулкан
- Балут, стратовулкан
- Гора Банахо, вулканічний комплекс
- Біліран, вулканічна сполука
- Гора Булусан, стратовулкан
- Кабаліан, стратовулкан
- Кагуа, стратовулкан
- Камігін, стратовулкан
- Камігін де Бабуянес, стратовулкан
- Куернос-де-Негрос, вулканічний комплекс
- Дідікас, вулканічна сполука
- Ірайя, стратовулкан
- Іріга, стратовулкан
- Ісарог, стратовулкан
- Калатунган, стратовулкан
- Канлаон, стратовулкан
- Laguna Caldera, кальдера
- Хребет Леонарда, стратовулкан
- Махагнао, стратовулкан
- Макатурінг, стратовулкан
- Малінданг, стратовулкан
- Маліндіг, стратовулкан
- Мандалаган, вулканічний комплекс
- Масарага, стратовулкан
- Матутум, стратовулкан
- Майон, стратовулкан
- Мусуан, лавовий купол
- Паркер, стратовулкан
- Паток, стратовулкан
- Пінатубо, стратовулкан
- Гори Покдол, вулканічне з'єднання
- Раганг, стратовулкан
- San Pablo Volcanic Field, вулканічне поле
- Силай, стратовулкан
- Таал, кальдера

### США

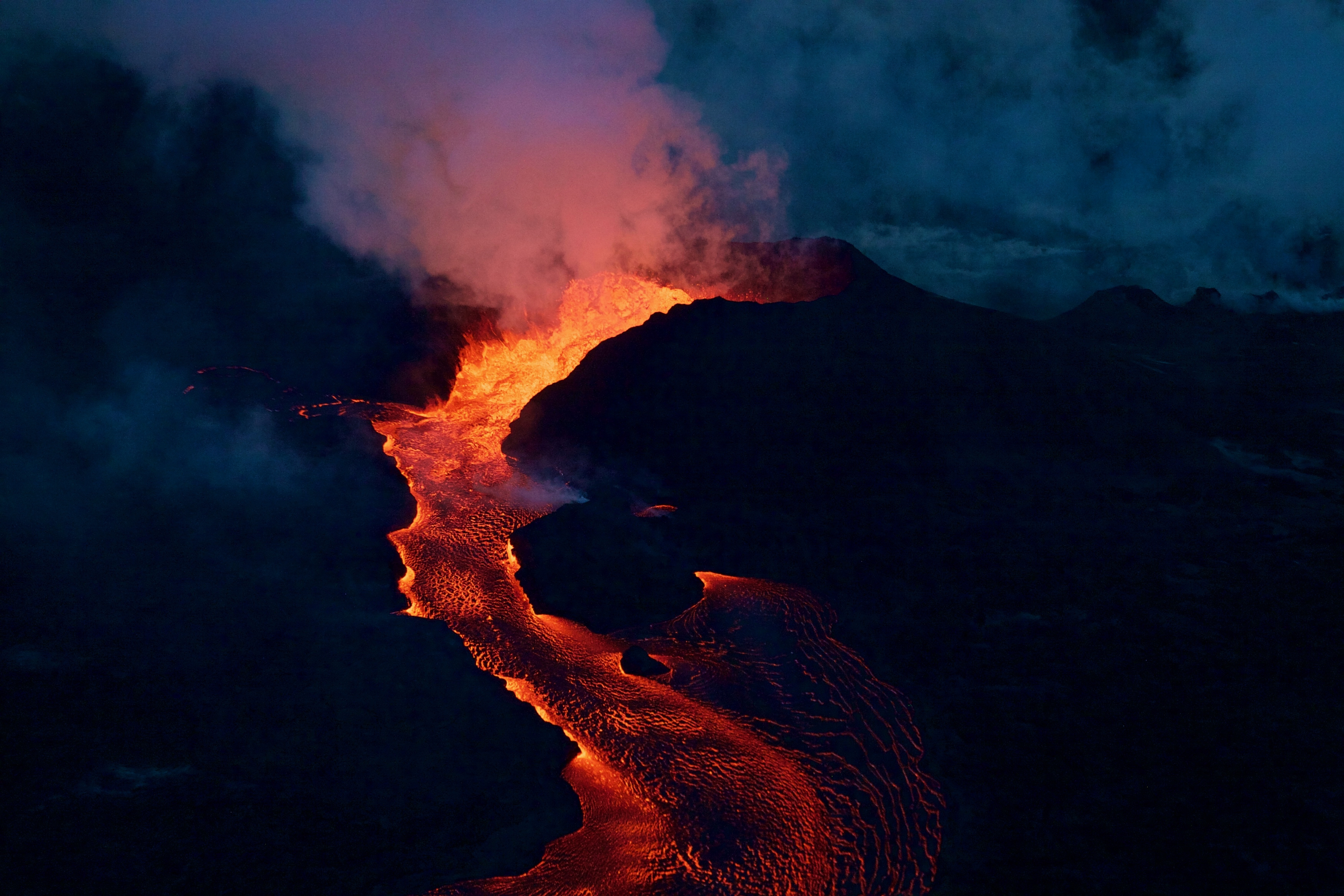
Виверження Кілауеа на Гаваях

#### Гаваї
Джерело:
- Кілауеа, щитовий вулкан, гарячий вулкан
- Мауна-Лоа, щитовий вулкан
- Щитовий вулкан Хуалалай
- Мауна-Кеа, щитовий вулкан
- Камаеуаканалоа, підводний вулкан біля узбережжя Гаваїв

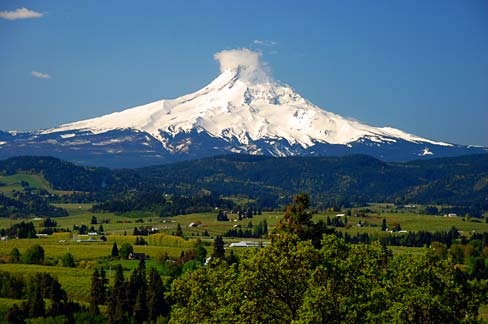
Маунт-Гуд в Орегоні

- Халеакала, щитовий вулкан

#### Орегон
- Boring Lava Field, вулканічне поле, яке перетинається з Вашингтоном
- Маунт-Худ, стратовулкан
- Маунт Джефферсон (Орегон), стратовулкан
- Олаллі Батт, щитовий вулкан
- Кратер Блакитне озеро, маар
- Sand Mountain Volcanic Field, вулканічне поле
- Гора Вашингтон (штат Орегон), щитовий вулкан або стратовулкан
- Кратер Белнап, щитовий вулкан
- Три сестри, щитовий вулкан, стратовулкан(и) і комплексний вулкан
- Гора Бачелор, стратовулкан і щитовий вулкан
- Вулкан Ньюберрі, щитовий вулкан, стратовулкан і кальдера
- Devils Garden volcanic field, вулканічне поле
- Східне лавове поле, вулканічне поле
- Поле лави з чотирма кратерами, вулканічне поле
- Форт-Рок–басейн долини озера Крістмас, вулканічне поле
- Davis Lake volcanic field, вулканічне поле
- Синнамон Батт, вулканічне поле, куполи лави та шлакові конуси
- Маунт Бейлі (Орегон), щитовий вулкан і конус тефри
- Гора Мазама, стратовулкан, щитовий вулкан, кальдера та комплексний вулкан
- Острів Чарівника, шлаковий конус і вулканічний острів
- Конус Мерріам, шлаковий конус і підводна гора під водами гори Мазама
- Гора Маклафлін, стратовулкан, щитовий вулкан і шлаковий конус
- Браун-Маунтін (Орегон), щитовий вулкан і шлаковий конус
- Пелікан Батт, щитовий вулкан
- Плато Модок, вулканічне поле і вулканічне плато
- Алмазні кратери, вулканічне поле та щитовий вулкан
- Йорданські кратери, вулканічне поле
- Jackies Butte, вулканічне поле, щитові вулкани та шлакові конуси

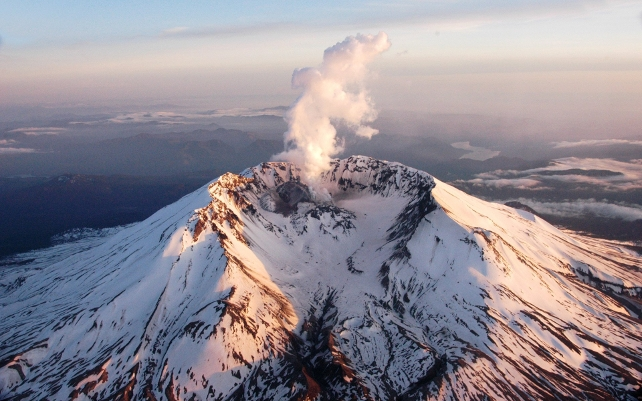
Гора Сент-Хеленс, Вашингтон

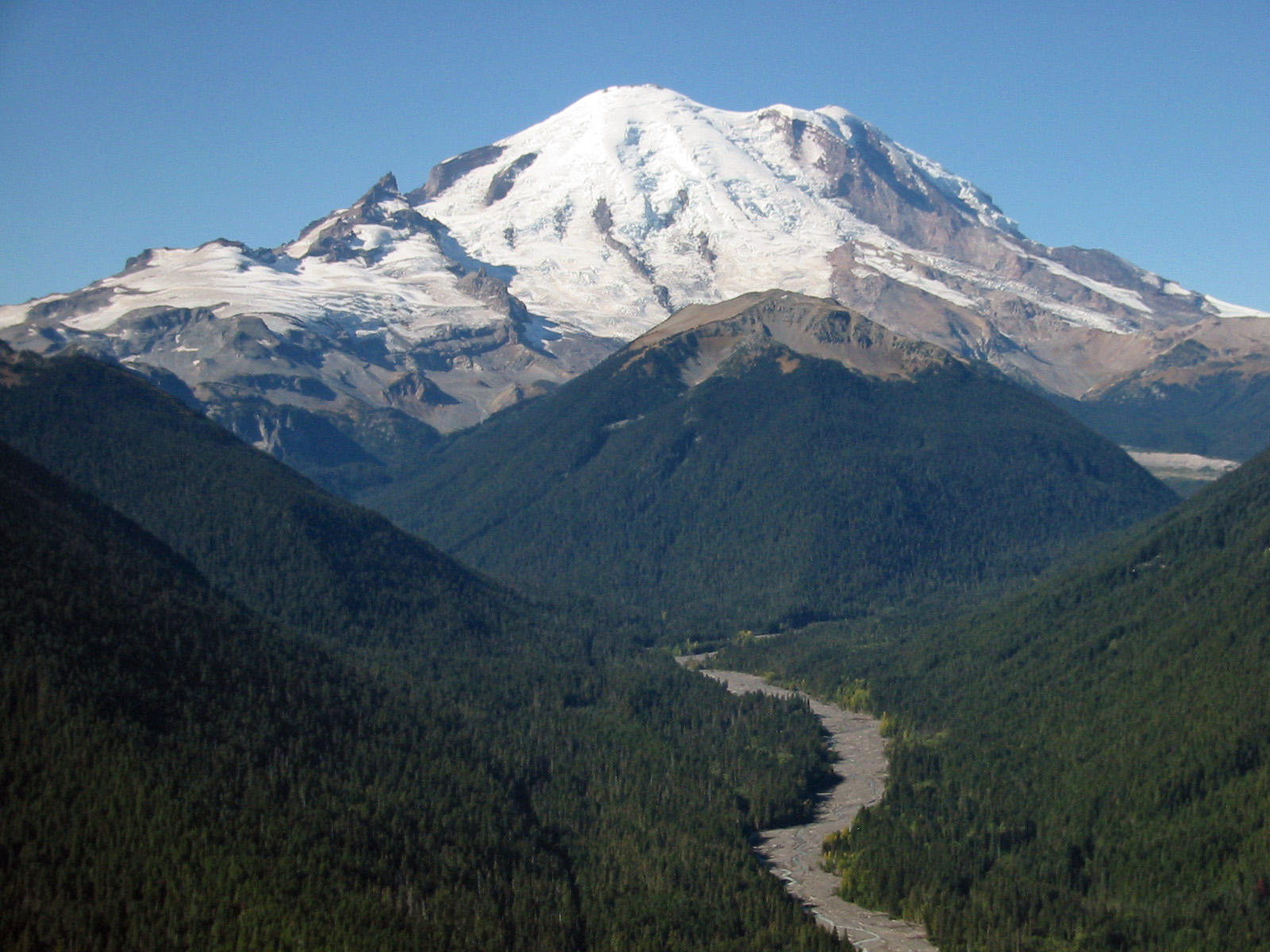
Гора Рейнер, Вашингтон

#### Вашингтон
- Гора Сент-Хеленс, стратовулкан з лавовими куполами
- Маунт Адамс (Вашингтон), стратовулкан
- Маунт Реньє, стратовулкан
- Глейшер Пік, стратовулкан
- Маунт Бейкер, стратовулкан
- Кратер Шермана, вулканічний кратер і найактивніший вулканічний кратер на горі Бейкер
- Гора Тумак, щитовий вулкан
- Спіральний Батт, шлаковий конус і лавовий купол із збереженим потоком лави
- Кінг-Маунтін (Вашингтон), щитовий вулкан із серією бризкових конусів
- Індійське небо, вулканічне поле та група щитових вулканів
- Мармурова гора-Троут-Крік-Хілл, вулканічне поле
- Boring Lava Field, вулканічне поле, яке перетинається з Орегоном

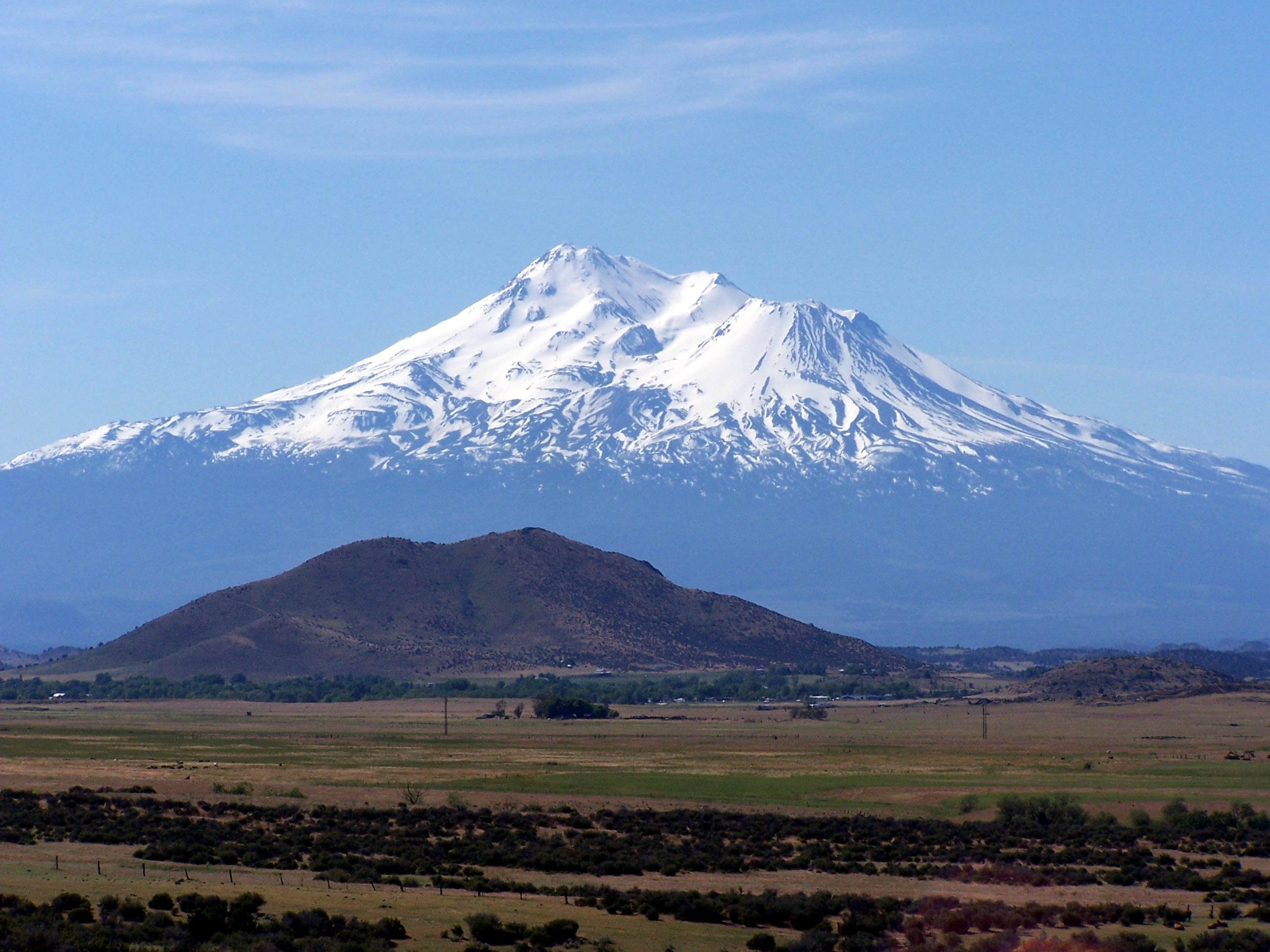
Гора Шаста, Каліфорнія

#### Каліфорнія
- Гора Шаста, стратовулкан
- Шастіна, стратовулкан і фланговий конус гори Шаста
- Конус Хотлум, стратовулканічний шлаковий конус і найновіший конус гори Шаста
- Мізері-Хілл (Каліфорнія), стратовулканічний конус біля вершини гори Шаста
- Хребет Сарджента, стратовулканічний конус гори Шаста, який також входить до вулканічного комплексу з мисом Шастарама
- Шастарама Пойнт, стратовулканічний конус гори Шаста, який має кратер і лавовий купол і поділяє вулканічний комплекс із хребтом Сарджентс
- Блек Батт (округ Сіскійоу, Каліфорнія), група лавових куполів, які перекривають один одного, які також є меншим конусом гори Шаста
- Вулкан Медисін Лейк, великий щитовий вулкан і кальдера зі сходу на північний схід від гори Шаста
- Браші Батт, маловідомий щитовий вулкан із шлаковим конусом на західному боці, який називається Дерев'яний кратер
- Скелі Хаосу, група лавових куполів на північний захід від піку Лассен
- Пік Лассена, великий лавовий купол
- Вулканічний національний парк Лассен, вулканічна область і вулканічне поле
- Вулканічне поле Клір Лейк, вулканічне поле, повне лавових куполів і шлакових конусів
- Гора Конокті, лавовий купол
- Моно-Іньо кратери, вулканічне поле та вулканічна дуга в Сьєрра-Неваді
- Острів Негіт, острів з вулканічним конусом на ньому
- Острів Паоха, острів з вулканічним конусом на ньому
- Кратер Панум, шлаковий конус із лавовим куполом
- Мамонтова гора, великий лавовий купол
- Кальдера Лонг-Веллі, кальдера і супервулкан
- Кальдера Літтл-Вокера, кальдера та можливий супервулкан
- Велике Сосна вулканічне поле, вулканічне поле
- Coso Volcanic Field, вулканічне поле
- Cima volcanic field, вулканічне поле
- Lavic Lake volcanic field, вулканічне поле
- Кратер Амбой, шлаковий конус
- Кратер Пісга, шлаковий конус
- Aiken's Wash, шлаковий конус
- Солтон Баттс, група коротких і невеликих лавових куполів на південний схід від моря Солтон
- Вулкан Червоний острів, короткий лавовий купол